# UFC Fight Night: Zabit vs. Kattar
UFC Fight Night: Zabit vs. Kattar（ユーエフシー・ファイトナイト：ザビット・バーサス・ケイター、別名UFC Fight Night 163、UFC on ESPN+ 21）は、アメリカ合衆国の総合格闘技団体「UFC」の大会の一つ。2019年11月9日、ロシア・モスクワのCSKAアリーナで開催された。

## 概要
本大会では、ザビット・マゴメドシャリポフとカルヴィン・ケイターのフェザー級戦が組まれた。

## 試合結果

### プレリミナリーカード
第1試合 バンタム級 5分3R
○  デイヴィー・グラント vs.  グリゴリー・ポポフ ×
3R終了 判定2-1（29-28、28-29、29-28）
第2試合 女子バンタム級 5分3R
○  パニー・キアンザド vs.  ジェシカ・ローズ・クラーク ×
3R終了 判定3-0（30–27、30–27、30-27）
第3試合 ライト級 5分3R
○  ルーズヴェルト・ロバーツ vs.  アレキサンダー・ヤコヴレフ ×
3R終了 判定3-0（29-28、29-28、29-28）
第4試合 ウェルター級 5分3R
○  ダビッド・ザワダ  vs.  アブバカル・ヌルマゴメドフ ×
1R 2:50 三角絞め
第5試合 ミドル級 5分3R
○  カール・ロバーソン vs.  ローマン・コピィロフ ×
3R 4:01 リアネイキドチョーク
第6試合 ウェルター級 5分3R
○  ルスタム・ハビロフ vs.  セルゲイ・ハンドージコ ×
3R終了 判定3-0（30-27、29-28、29-28）
第7試合 ライトヘビー級 5分3R
○  マゴメド・アンカラエフ vs.  ダルチャ・ランギアムブーラ ×
3R 0:29 KO（左前蹴り→右ストレート）

### メインカード
第8試合 ライトヘビー級 5分3R
○  シャミル・ガムザトフ vs.  クリドソン・アブレウ ×
3R終了 判定2-1（28-29、29-28、29-28）
第9試合 ウェルター級 5分3R
○  アンソニー・ロッコ・マーティン vs.  ラマザン・エミーフ ×
3R終了 判定3-0（30-27、29-28、29-28）
第10試合 ライトヘビー級 5分3R
○  エド・ハーマン vs.  ハディス・イブラヒモフ ×
3R終了 判定3-0（30-27、30-27、29-28）
第11試合 ウェルター級 5分3R
○  ダニー・ロバーツ vs.  ゼリム・イマダエフ ×
2R 4:54 KO（左フック）
第12試合 ヘビー級 5分3R
○  アレキサンダー・ヴォルコフ vs.  グレッグ・ハーディ ×
3R終了 判定3-0（30-27、30-27、30-27）
第13試合 フェザー級 5分3R
○  ザビット・マゴメドシャリポフ vs.  カルヴィン・ケイター ×
3R終了 判定3-0（29-28、29-28、29-28）

### 各賞
ファイト・オブ・ザ・ナイト： ザビット・マゴメドシャリポフ vs. カルヴィン・ケイター
パフォーマンス・オブ・ザ・ナイト： マゴメド・アンカラエフ、デヴィッド・ザワダ
各選手にはボーナスとして5万ドルが授与された。

### カード変更
アレキサンダー・ヴォルコフと対戦予定だったジュニオール・ドス・サントスが足の細菌感染症で欠場し、代打でグレッグ・ハーディがヴォルコフと対戦した。